# The Oxford Companion to Classical Literature
The Oxford Companion to Classical Literature (littéralement « Le compagnon Oxford à la littérature classique ») est un dictionnaire paru pour la première fois en 1937 aux Oxford University Press, dans la collection des « Oxford Companions ». Il se veut un guide exhaustif pour la lecture et l’étude de la littérature grecque et latine, et comprend de ce fait des entrées consacrées à l’histoire et à la mythologie de ces civilisations.

## Détail des éditions
L’édition originale, dirigée par Paul Harvey (en), fut constamment mise à jour tout au long du siècle en raison de sa grande popularité auprès des étudiants britanniques. En 1989 paraît la seconde édition, entièrement revue sous la direction de Margaret C. Howatson.
L’ouvrage a été traduit en français en 1993 aux éditions Robert Laffont, dans la collection « Bouquins », sous le titre Dictionnaire de l’Antiquité. Il prend pour modèle la première mise à jour de la seconde édition, datée de 1990. Cette édition francophone a néanmoins été adaptée à un public français ; ainsi, plusieurs entrées ont été créées, d’autres refondues (notamment en ce qui concerne les exemples), sans pour autant lui « enlever […] son caractère anglais » selon l'éditeur. Elle comprend en outre plusieurs cartes.
La première entrée de l’édition française est a libellis, a rationibus, ab epistulis, la dernière Zosime.